# Giappone agli VIII Giochi olimpici invernali
Il Giappone partecipò agli VIII Giochi olimpici invernali, svoltisi a Squaw Valley, Stati Uniti, dal 18 al 28 febbraio 1960, con una delegazione di 41 atleti impegnati in sette discipline.